# Ashlynn Yennie
Ashlynn Yennie (ur. 15 maja 1985 roku) – amerykańska aktorka pochodząca z miasta Riverton w stanie Wyoming. Zadebiutowała głosową rolą filmie Absent Father, jednakże sławę przyniósł jej udział w kontrowersyjnym holenderskim horrorze Ludzka stonoga, w którym zagrała postać Jenny, oraz jego sequelu - Ludzka stonoga 2. W części drugiej, według zamierzeń, zagrała aktorkę która grała Jenny w pierwszym filmie, czyli dosłownie „inną wersję samej siebie”.

## Życiorys
Yennie urodziła się 15 maja 1985 roku w Riverton w stanie Wyoming, jako najmłodsza z rodzeństwa (ma dwie starsze siostry). W wieku 4 lat zagrała swoją pierwszą rolę pierwszoplanową Goosey Loosey. Została nominowana do nagrody Best Dancer in Wyoming (najlepszej tancerki Wyoming) w wieku 13 lat. Studiowała taniec. W wieku 19 lat, przeprowadziła się do Nowego Jorku.

## Filmografia
- 2019 - Zła Mamusia (The Wrong Mommy) - Phoebe/Lisa
- 2011 - Ludzka stonoga 2 - panna Yennie / ludzka stonoga #1
- 2010 - American Maniacs - Starlene Arbuckle
- 2009 - Ludzka stonoga - Jenny / ludzka stonoga #3
- 2009 - Evan and Gareth Are Trying to Get Laid - całująca dziewczyna
- 2008 - Absent Father - Raven (głos)